# Saison 4 de The Big Bang Theory
Chronologie
Saison 3 Saison 5
Cet article présente les vingt-quatre épisodes de la quatrième saison de la série télévisée américaine The Big Bang Theory. 

## Généralités
Les épisodes sont diffusés simultanément aux États-Unis et au Canada.

## Synopsis
Leonard Hofstadter et Sheldon Cooper vivent en colocation à Pasadena, une ville de l'agglomération de Los Angeles. Ce sont tous deux des physiciens surdoués, « geeks » de surcroît. C'est d'ailleurs autour de cela qu'est axée la majeure partie comique de la série. Ils partagent quasiment tout leur temps libre avec leurs deux amis Howard Wolowitz et Rajesh Koothrappali pour, par exemple, jouer à Halo, organiser un marathon de films Superman, jouer au Boggle klingon ou discuter de théories scientifiques très complexes. Leur univers routinier est alors perturbé lorsqu'une jolie jeune femme, Penny, s'installe dans l'appartement d’en face. Leonard a immédiatement des vues sur elle, va tout faire pour la séduire pour l'intégrer au groupe et à leur univers auquel elle ne connaît rien…

## Distribution

### Acteurs principaux
- Johnny Galecki (VF : Fabrice Josso) : Leonard Hofstadter
- Jim Parsons (VF : Fabrice Fara) : Sheldon Cooper
- Kaley Cuoco (VF : Laura Préjean) : Penny
- Simon Helberg (VF : Yoann Sover) : Howard Wolowitz
- Kunal Nayyar (VF : Jérôme Berthoud) : Rajesh « Raj » Koothrappali
- Melissa Rauch (VF : Sophie Froissard) : Bernadette Maryann Rostenkowski
- Mayim Bialik (VF : Vanina Pradier) : Amy Farrah Fowler

### Acteurs récurrents
- Carol Ann Susi (VF : Marie-Brigitte Andreï) : Debbie, la mère d'Howard
- Laurie Metcalf (VF : Véronique Augereau) : Mary Cooper, la mère de Sheldon
- Aarti Mann (VF : Fily Keita) : Priya Koothrappali
- Wil Wheaton (VF : Tanguy Goasdoué) : lui-même
- Kevin Sussman (VF : Gérard Malabat) : Stuart Bloom

### Invités
- Steve Wozniak (informaticien, cofondateur d'Apple) : lui-même (épisode 2)
- Katee Sackhoff (VF : Ariane Deviègue) : elle-même (épisode 4)
- George Takei (VF : Lionel Henry): lui-même (épisode 4)
- Neil deGrasse Tyson (scientifique américain) : lui-même (épisode 7)
- LeVar Burton (acteur américain) : lui-même (épisode 17)
- Brian Greene (physicien américain) : lui-même (épisode 20)

## Liste des épisodes

### Épisode 1:Le Robot à tout faire!
- États-Unis : 23 septembre 2010 sur CBS[1]
- France : 
  - 13 avril 2011 sur TPS Star[2]
  - 9 juin 2012 sur NRJ 12[3]
- Belgique : 3 juin 2012 sur La Deux[4]
- Québec : 13 janvier 2014 sur VRAK.TV

- États-Unis : 14,04 millions de téléspectateurs[5] (première diffusion)
- Canada : 3,112 millions de téléspectateurs[6] (première diffusion)

- Appelant à la prudence concernant la robotique, Sheldon fait allusion au film Terminator.

### Épisode 2:Les Bienfaits de la Cybernétique
- États-Unis : 30 septembre 2010 sur CBS
- France : 
  - 13 avril 2011 sur TPS Star[2]
  - 9 juin 2012 sur NRJ 12[3]
- Belgique : 17 juin 2012 sur La Deux[4]
- Québec : 14 janvier 2014 sur VRAK.TV

- États-Unis : 13,05 millions de téléspectateurs[7] (première diffusion)
- Canada : 2,964 millions de téléspectateurs[8] (première diffusion)

- Steve Wozniak (lui-même)

- Leonard fait de l'ironie sur Sheldon, absorbé par tous ses schémas, avec une référence au célèbre duo de Looney Tunes, Bip Bip et Vil Coyote.
- Sheldon change son alimentation du jour et ingère des choux de Bruxelles, ce qui lui causera des problèmes : plus tard dans l'épisode, pour jouer avec Leonard pendant qu'il conduit, « Robot Sheldon » lui a conçu un jeu des erreurs en intégrant par retouche vingt-quatre anachronismes dans une photographie de groupe du Premier congrès Solvay de physique sur le thème de « La Théorie de la radiation et des quanta » (tenu en 1911 à Bruxelles grâce au chimiste Ernest Solvay).
- L'air évocateur joué à la flûte à bec par le « robot Sheldon » pour tenter de relaxer Leonard au volant, est Greensleeves, une chanson traditionnelle anglaise.
- « Robot Sheldon », à propos de leur nouvelle forme d'interaction avec Leonard alors qu'ils sont en voiture, s'imagine dans la série K 2000.
- Pour se moquer du « robot Sheldon » au travail, Howard fait des allusions à Star Wars en le comparant au robot R2-D2.

### Épisode 3:Un amour de substitution
- États-Unis : 7 octobre 2010 sur CBS
- France : 
  - 20 avril 2011 sur TPS Star[2]
  - 9 juin 2012 sur NRJ 12[3]
- Belgique : 8 juillet 2012 sur La Deux[4]
- Québec : 20 janvier 2014 sur VRAK.TV

- États-Unis : 12,59 millions de téléspectateurs[9] (première diffusion)
- Canada : 2,692 millions de téléspectateurs[10] (première diffusion)

- Laurie Metcalf (Mary Cooper)

- Le jeu inventé conjointement par Sheldon et Amy illustre les concepts de monde alternatif et de l'effet papillon.
- Erratum : contrairement à ce que ces derniers laissent entendre, la viennoiserie appelée « Danoise » n'a pas été créée à Copenhague, mais à Vienne.
- Leonard fait une comparaison entre leur groupe et l'Alliance rebelle de Star Wars à Sheldon (qui s'identifie plus volontiers à l'Empire).
- Afin de plaisanter au détriment de Raj, Howard se sert du film Rocky pour faire un sophisme.
- Leonard compare les « Amysh » au couple tristement célèbre « John et Yōko ».
- Sheldon adopte des chats et les nomme presque tous (à l'exception d'un seul, de peu) en hommage à des physiciens célèbres : son phénomène de compensation contredit ironiquement un événement similaire dans Le corollaire de patte-de-velours (où son rôle était inversé avec Leonard, et Sheldon refusait d'en posséder un).
- La mère de Sheldon s'assure auprès de Leonard que la « vraie fille » avec qui son fils aurait rompu, n'est pas en fait une « créature » fabriquée par eux dans leur labo (référence au film La Fiancée de Frankenstein).
- La scène où Leonard et Mary discutent avec Sheldon dans sa chambre envahie de chats contient des fautes de raccord : les jouets pour chat qui s'y trouvent changent de forme et de place d'un plan à l'autre sans être manipulés.
- Mary rabiboche son fils avec Amy en utilisant la psychologie inversée.

### Épisode 4:La Troll dévergondée!
- États-Unis : 14 octobre 2010 sur CBS
- France :
  - 20 avril 2011 sur TPS Star[2]
  - 9 juin 2012 sur NRJ 12[3]
- Belgique : 15 juillet 2012 sur La Deux[4]
- Québec : 21 janvier 2014 sur VRAK.TV

- États-Unis : 12,57 millions de téléspectateurs[11] (première diffusion)
- Canada : 2,837 millions de téléspectateurs[12] (première diffusion)

- Katee Sackhoff (elle-même)
- George Takei (lui-même)

- Sheldon fait remarquer par une reductio ad absurdo à l'encontre de Raj qu'il ne considère pas Star Wars, épisode I : La Menace fantôme comme un grand classique.
- Leonard fait une litote de l'association professionnelle entre Sheldon et Raj en la comparant à celle, contextuellement décalée, entre un Alien et un Predator (créatures de fiction ayant déjà en commun la saga Alien vs. Predator).
- À nouveau, l'actrice Katee Sackhoff apparaît à Howard en tant que fantasme sexuel, cette fois grimée en son propre rôle dans Battlestar Galactica (Starbuck). Quand son fantasme dégénère et que l'acteur George Takei (autre icône de la science-fiction, grimé en son rôle du lieutenant Hikaru Sulu de Star Trek) lui apparaît à son tour, ce dernier fait un mot d'esprit sur la possible homosexualité refoulée d'Howard (George étant lui-même ouvertement homosexuel). Les deux acteurs réapparaissent plus tard à Howard pour se confronter et le conseiller sur sa méthode d'approche avec Bernadette.
- Par une analogie rebutante, la mère d'Howard se compare à une Muppet célèbre, Peggy la cochonne.
- On apprend que Bernadette joue également au JDRMM populaire World of Warcraft.
- Raj révèle qu'il a trois frères et deux sœurs.
- Le mélange chimique nauséabond relâché par Sheldon dans le bureau n'est ni plus ni moins que la composition basique de la boule puante.

### Épisode 5:La Solitude de Leonard
- États-Unis : 21 octobre 2010 sur CBS
- France :
  - 27 avril 2011 sur TPS Star[2]
  - 9 juin 2012 sur NRJ 12[3]
- Belgique : 29 juillet 2012 sur La Deux[4]
- Québec : 27 janvier 2014 sur VRAK.TV

- États-Unis : 13,05 millions de téléspectateurs[13] (première diffusion)
- Canada : 3,028 millions de téléspectateurs[14] (première diffusion)

Charlotte Newhouse (Joy)
- Leonard discute auprès de Sheldon le choix d'avoir modélisé en images de synthèse le super-héros éponyme du film Hulk qu'ils sont en train de regarder. Sheldon, en faisant glisser le sujet de son célibat sur Hulk, parle de l'actrice du film interprétant Betty Ross (Jennifer Connelly) et de son film précédent dont elle a partagé l'affiche avec Russell Crowe (toujours dans un rôle de compagne), Un homme d'exception (film dramatique que Sheldon arrive pourtant à qualifier à tort de « comédie légère et optimiste comme on n'en fait plus »).
- La sonnerie de téléphone d'Howard choisie pour Bernadette est une chanson éponyme des Four Tops. Raj en profite pour révéler aux autres celle qu'Howard a choisi pour lui (Brown Eyed Girl de Van Morrison dans la version originale, Le tirelipimpon de Carlos dans la version francophone).
- Pour toute réponse à Leonard sur son allure avant son rendez-vous arrangé, Sheldon se réfère au film L'Invasion des profanateurs de sépultures.
- Bernadette laisse entendre à demi-mot avoir déjà croisés les virus Ebola et de la grippe à son laboratoire.

### Épisode 6:La Formule du pub irlandais
- États-Unis : 28 octobre 2010 sur CBS
- France :
  - 27 avril 2011 sur TPS Star[2]
  - 9 juin 2012 sur NRJ 12[3]
- Belgique : 5 août 2012 sur La Deux[4]
- Québec : 28 janvier 2014 sur VRAK.TV

- États-Unis : 13,04 millions de téléspectateurs[15] (première diffusion)
- Canada : 3,204 millions de téléspectateurs[16] (première diffusion)

Aarti Mann (Priya Koothrappali)
- C'est la toute première apparition du personnage de Priya (sœur de Raj) dans la série.
- Pour illustrer sa trahison envers le groupe, Leonard et Sheldon font allusion à Star Wars, et concernant sa demande à Sheldon de garder le secret, il évoque Batman et son fidèle majordome Alfred.
- Raj et Howard sont choqués que Leonard n'ait pas, comme eux, regardé l'épisode de la série Caprica qui aurait été diffusé la veille.
- La machine à piller la glace de Sheldon est à l'effigie de l'univers de Snoopy.

### Épisode 7:Dans le collimateur du FBI!
- États-Unis : 4 novembre 2010 sur CBS
- France :
  - 4 mai 2011 sur TPS Star[2]
  - 9 juin 2012 sur NRJ 12[3]
- Belgique :
- Québec : 3 février 2014 sur VRAK.TV

- États-Unis : 14 millions de téléspectateurs[17] (première diffusion)
- Canada : 3,408 millions de téléspectateurs[18] (première diffusion)

- Eliza Dushku (Agent spécial Page)
- Neil deGrasse Tyson (lui-même)

- Quand l'agent du FBI Page rejoint Leonard dans son labo, il la compare à l'agent Scully de X-Files : Aux frontières du réel. Cependant, il reste le seul des deux à comprendre cette allusion.
- Pour faire une démonstration par l'absurde à l'agent spécial Page, Sheldon ressort sa carte de membre de la Ligue des Justiciers. En lui répondant peu après par une autre démonstration, il présente un coffret de 9 disques Blu-ray de la trilogie du Seigneur des Anneaux.
- Contrairement à Age of Conan, Sheldon utilise son vrai prénom en jouant à World of Warcraft.
- À contrario d'Howard, Sheldon ne considère pas le troisième film Matrix aussi bon que le premier.
- Sheldon rappelle la gaffe qu'Howard avait réussi à étouffer dans l'épisode L'Expansion Lézard-Spock.
- Pour prouver à Sheldon qu'il est bel et bien en train de rêver quand il discute avec Leonard, ce dernier lui montre un Gorn (la créature de Star Trek) en train de lire Gorn (la bande dessinée) et installé à la place de Sheldon sur le canapé, qui les salue.
- Sheldon déteste Neil deGrasse Tyson car il lui reproche la rétrogradation de Pluton, qu'il adorait en tant que neuvième planète du Système solaire.
- Sheldon discute avec Penny de l'impasse dans laquelle il se trouve : celle-ci est comparée au fameux Kobayashi Maru de Star Trek (test connu comme impossible à résoudre) et ils conversent aisément de la manière dont James T. Kirk a abordé le problème (ce qui impressionne Sheldon de la part de Penny).
- Ému par le plaidoyer de Sheldon, Raj avoue ne plus avoir pleuré comme ça depuis le film Toy Story 3.

### Épisode 8:Soirée entre filles
- États-Unis : 11 novembre 2010 sur CBS
- France :
  - 4 mai 2011 sur TPS Star[2]
  - 9 juin 2012 sur NRJ 12[3]
- Belgique : 19 août 2012 sur La Deux[4]
- Québec : 4 février 2014 sur VRAK.TV

- États-Unis : 13,11 millions de téléspectateurs[19] (première diffusion)
- Canada : 3,304 millions de téléspectateurs[20] (première diffusion)

- Wil Wheaton (lui-même)

- Là où l'allusion du titre original se concentre sur le groupe des garçons, celle du titre francophone se focalise uniquement sur le groupe des filles.
- Au début de l'épisode, le groupe regarde et discute du film au centre de l'intrigue : Les Aventuriers de l'arche perdue (dont c'est le premier visionnage pour Penny).
- Sheldon leur fait remarquer en arrivant, qu'à cause de la perte de temps des autres au restaurant ils vont probablement rater la séance, la file d'attente étant énorme : Leonard réagit par un raisonnement fallacieux. Plus tard, il expérimente malgré lui un cercle vicieux.
- Sheldon tente d'insulter Wil Wheaton par une antonomase en le qualifiant de « Jar Jar Binks de Star Trek » (Jar Jar étant un personnage apparu dans le premier film de la prélogie et qui fait polémique auprès des amateurs de Star Wars) : Wheaton lui répond par l'ironie en imitant ledit personnage. Devant l'injustice dont bénéficie ensuite l'acteur, Sheldon fait référence à l'une des séries populaires auxquelles il a participé, Star Trek : La Nouvelle Génération.
- En se faisant reprocher de lire les remarques contre lui postées par Wheaton sur Twitter, Sheldon fait une uchronie par questions rhétoriques de la Guerre de Sécession où le réseau social précité aurait déjà existé.
- Dans un instant d'excitation, Sheldon compare Leonard à Demi-Lune, le très jeune acolyte d'Indiana Jones dans Indiana Jones et le Temple maudit.
- La scène de poursuite avec le thème musical extradiégétique est un clin d’œil explicite à une scène du film concerné (Indiana Jones et les Aventuriers de l'arche perdue).

### Épisode 9:Un petit ami d'emprunt!
- États-Unis : 18 novembre 2010 sur CBS
- France :
  - 11 mai 2011 sur TPS Star[2]
  - 9 juin 2012 sur NRJ 12[3]
- Belgique : 19 août 2012 sur La Deux[4]
- Québec : 10 février 2014 sur VRAK.TV

- États-Unis : 13,02 millions de téléspectateurs[21] (première diffusion)
- Canada : 3,247 millions de téléspectateurs[22] (première diffusion)

- Keith Carradine (Wyatt)

- À partir d'une blague en devinette sur le thème des super-héros de bande dessinée (impliquant Miss Hulk), les garçons se mettent à plaisanter entre eux en étendant le sujet à d'autres personnages de l'univers Marvel (Captain America, La Chose et Wolverine) dans des situations évocatrices.
- Sheldon informe que, parmi les très nombreuses éditions du jeu de société Monopoly, il n'en apprécie que deux : la version classique et la version en klingon (langue fictive de l'univers Star Trek).
- Sheldon fait un ipse dixit en se référant à une célèbre citation sur la définition de la folie rendue populaire et attribuée par raccourci à Albert Einstein (son auteur original étant en réalité l'écrivaine Rita Mae Brown).
- Dans une tentative de triche à une partie de bataille navale contre Howard, Raj compare l'un de ses vaisseaux à un Oiseau-de-guerre romulien, classe de vaisseau spatial de l'univers Star Trek.
- Quand Bernadette dit de Raj, ivre et arrogant, qu'il a « basculé du Côté Obscur », c'est une expression populaire tirée de l'univers Star Wars.
- Leonard et Wyatt sont vus jouant à un jeu vidéo de simulation de pêche sur Wii avec des Wii Fishing rods.
- Tout comme Mary Cooper avec son propre fils dans l'épisode Un amour de substitution, Wyatt tente d'aider Leonard à se remettre avec sa fille en utilisant la psychologie inversée sur elle.

### Épisode 10:Le Parasite extraterrestre
- États-Unis : 9 décembre 2010 sur CBS
- France :
  - 11 mai 2011 sur TPS Star[2]
  - sur NRJ 12
- Belgique : 26 août 2012 sur La Deux[4]
- Québec : 11 février 2014 sur VRAK.TV

- États-Unis : 12,03 millions de téléspectateurs[23] (première diffusion)
- Canada : 2,659 millions de téléspectateurs[24] (première diffusion)

- Le nombre 73, « meilleur des nombres » selon Sheldon ainsi que son préféré pour ses caractéristiques mathématiques, a un fort symbolisme : c'est à la fois le nombre présent sur le T-shirt de Sheldon, l'année de naissance de son interprète (Jim Parsons étant né en 1973) et le numéro de l'épisode (73e de la série).
- Pour abonder dans le sens de Sheldon qui argumente dans le vide, Leonard fait une antonomase en qualifiant son nombre favori de « Chuck Norris des nombres ».
- Pour expliquer avec un exemple une solution à son problème, Sheldon mentionne Star Trek, le film à Amy (précisant au passage qu'il est nul) et lui raconte comment Spock réfrène ses pertes d'emprise sur lui-même à cause de sa moitié humaine, grâce à la discipline mentale de Kolinahr. Sheldon lui en fait justement une démonstration après qu'Amy ait qualifiée Star Trek de « science-fiction médiocre ».
- Dans le même genre de contexte, Sheldon salue Zack de loin avec un salut vulcain.

### Épisode 11:La Ligue des justiciers remaniée!
- États-Unis : 16 décembre 2010 sur CBS
- France : 18 mai 2011 sur TPS Star[2]
- Belgique : 26 août 2012 sur La Deux[4]
- Québec : 17 février 2014 sur VRAK.TV

- États-Unis : 13,24 millions de téléspectateurs[25] (première diffusion)
- Canada : 3,021 millions de téléspectateurs[26] (première diffusion)

- Quand Sheldon mentionne à Zack une « étoile de mer avec un short vert » qui serait visible sur Nickelodeon, il parle implicitement de Patrick l'étoile de mer, le meilleur ami de Bob l'éponge dans la série d'animation éponyme.

### Épisode 12:L’Usage du pantalon de bus
- États-Unis : 6 janvier 2011 sur CBS
- France : 18 mai 2011 sur TPS Star[2]
- Belgique : 2 septembre 2012 sur La Deux[4]
- Québec : 18 février 2014 sur VRAK.TV

- États-Unis : 13,98 millions de téléspectateurs[27] (première diffusion)
- Canada : 3,334 millions de téléspectateurs[28] (première diffusion)

### Épisode 13:La Love mobile
- États-Unis : 20 janvier 2011 sur CBS
- France : 25 mai 2011 sur TPS Star[2]
- Belgique : 2 septembre 2012 sur La Deux[4]
- Québec : 17 février 2014 sur VRAK.TV

- États-Unis : 13,63 millions de téléspectateurs[29] (première diffusion)
- Canada : 3,189 millions de téléspectateurs[30] (première diffusion)

- Rick Fox (Glenn)

### Épisode 14:Le Catalyseur dramatique
- États-Unis : 3 février 2011 sur CBS
- France : 25 mai 2011 sur TPS Star[2]
- Belgique : 9 septembre 2012 sur La Deux[4]
- Québec : 18 février 2014 sur VRAK.TV

- États-Unis : 13,83 millions de téléspectateurs[31] (première diffusion)
- Canada : 3,192 millions de téléspectateurs[32] (première diffusion)

- Sheldon a créé une pièce de théâtre de fan-fiction de Star Trek inspirée de sa propre vie et mettant en scène Spock.

### Épisode 15:Le Facteur bienfaisant
- États-Unis : 10 février 2011 sur CBS
- France : 1er juin 2011 sur TPS Star[2]
- Belgique : 16 septembre 2012 sur La Deux[4]
- Québec : 3 mars 2014 sur VRAK.TV

- États-Unis : 12,79 millions de téléspectateurs[33] (première diffusion)
- Canada : 3,123 millions de téléspectateurs[34] (première diffusion)

- Joshua Malina (Dr Siebert)
- Jessica Walter (Mme Lathman)

### Épisode 16:La Formule de cohabitation
- États-Unis : 17 février 2011 sur CBS
- France : 1er juin 2011 sur TPS Star[2]
- Belgique : date inconnue sur La Deux
- Québec : 4 mars 2014 sur VRAK.TV

- États-Unis : 12,41 millions de téléspectateurs[35] (première diffusion)
- Canada : 3,462 millions de téléspectateurs[36] (première diffusion)

### Épisode 17:La Dérivation du toast
- États-Unis : 24 février 2011 sur CBS
- France : 8 juin 2011 sur TPS Star[2]
- Québec : 10 mars 2014 sur VRAK.TV

- États-Unis : 12,35 millions de téléspectateurs[37] (première diffusion)
- Canada : 3,447 millions de téléspectateurs[38] (première diffusion)

- LeVar Burton (lui-même)

### Épisode 18:La Prestidigitation approximative
- États-Unis : 10 mars 2011 sur CBS
- France : 8 juin 2011 sur TPS Star[2]
- Québec : 11 mars 2014 sur VRAK.TV

- États-Unis : 12,06 millions de téléspectateurs[39] (première diffusion)
- Canada : 3,132 millions de téléspectateurs[40] (première diffusion)

### Épisode 19:L’Incursion Zarnecki
- États-Unis : 31 mars 2011 sur CBS
- France : 15 juin 2011 sur TPS Star[2]
- Québec : 17 mars 2014 sur VRAK.TV

- États-Unis : 11,92 millions de téléspectateurs[41] (première diffusion)
- Canada : 3,216 millions de téléspectateurs[42] (première diffusion)

- Christopher Douglas Reed

### Épisode 20:Commérages et Herbes aromatiques
- États-Unis : 7 avril 2011 sur CBS
- France : 15 juin 2011 sur TPS Star[2]
- Québec : 18 mars 2014 sur VRAK.TV

- États-Unis : 11,4 millions de téléspectateurs[43] (première diffusion)
- Canada : 3,219 millions de téléspectateurs[44] (première diffusion)

- Brian Greene (physicien américain) : lui-même

### Épisode 21:Dissection du contrat de location
- États-Unis : 28 avril 2011 sur CBS
- France : 22 juin 2011 sur TPS Star[2]
- Québec : 24 mars 2014 sur VRAK.TV

- États-Unis : 10,71 millions de téléspectateurs[45] (première diffusion)
- Canada : 2,624 millions de téléspectateurs[46] (première diffusion)

### Épisode 22:Le Gnou dans la bergerie
- États-Unis : 5 mai 2011 sur CBS
- France : 22 juin 2011 sur TPS Star[2]
- Québec : 25 mars 2014 sur VRAK.TV

- États-Unis : 10,5 millions de téléspectateurs[47] (première diffusion)
- Canada : 3,028 millions de téléspectateurs[48] (première diffusion)

- Tiffany Dupont : La fille accostée par Raj au café

### Épisode 23:Un long épisode de fiançailles
- États-Unis : 12 mai 2011 sur CBS
- France : 29 juin 2011 sur TPS Star[2]
- Québec : 31 mars 2014 sur VRAK.TV

- États-Unis : 10,78 millions de téléspectateurs[49] (première diffusion)
- Canada : 2,936 millions de téléspectateurs[50] (première diffusion)

### Épisode 24:La Colocataire en transmutation
- États-Unis : 19 mai 2011 sur CBS[51]
- France : 29 juin 2011 sur TPS Star[2]
- Québec : 1er avril 2014 sur VRAK.TV

- États-Unis : 11,3 millions de téléspectateurs[52] (première diffusion)
- Canada : 3,448 millions de téléspectateurs[53] (première diffusion)